# Giardini Hevsel

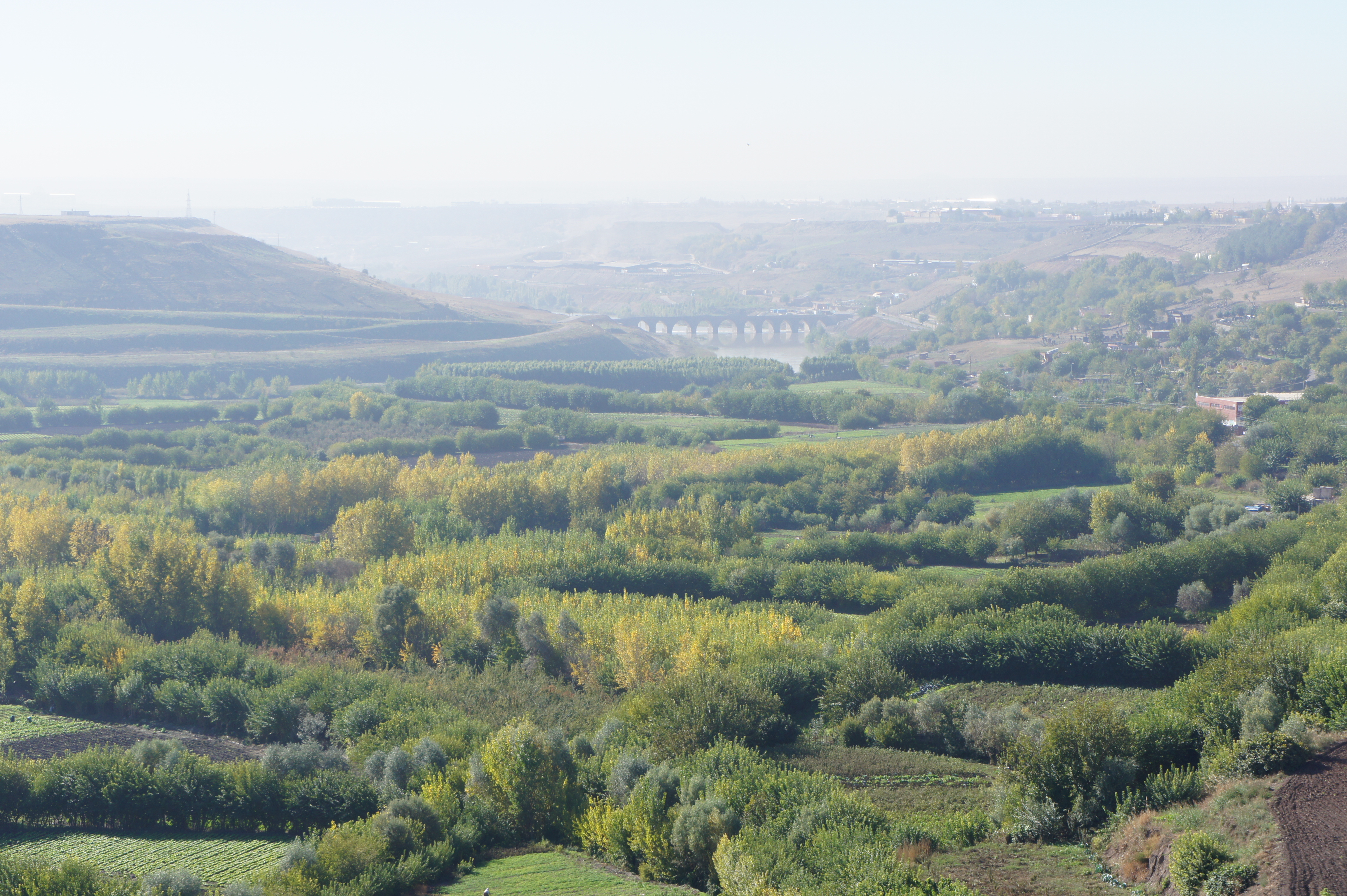
I giardini nel 2010

I giardini Hevsel (in turco Hevsel Bahçeleri), sono i 700 ettari di terre coltivate e fertili vicino al fiume Tigri nella Turchia orientale, tra la fortezza di Diyarbakır e il fiume. La città fortificata era racchiusa da un sistema di mura difensive in due parti e i giardini, alimentati da sorgenti sul ripido pendio sottostante, svolgevano un ruolo fondamentale nel mantenere la città rifornita e irrigata. I giardini sono stati aggiunti nell'elenco provvisorio UNESCO nel 2013 e sono diventati patrimonio dell'umanità nel 2015, insieme alle mura della fortezza di Diyarbakır.

## Storia
I giardini Hevsel vennero menzionati per la prima volta nelle cronache aramee risalenti al IX secolo a.C., essendo stato realizzato prima l'insediamento di Diyarbakır sulla collina soprastante. Diyarbakır (originariamente chiamato Amida), fu costruito su una scarpata di basalto che domina il fiume Tigri. Nell'866 a.C. la città fu assediata dal re assiro Assurnasirpal II e quando cadde, i giardini furono distrutti come forma di punizione. La città fortificata fu importante nella regione durante il periodo ellenistico e durante gli imperi romano, sasanide, bizantino, islamico e ottomano fino ai tempi moderni.
I giardini Hevsel vennero creati tra la città e il fiume, con l'obiettivo di fornire acqua e cibo agli abitanti. Numerose sorgenti sgorgano da sotto il basalto e i giardini sono divisi in cinque terrazze sopra l'attuale pianura alluvionale del Tigri. Le terrazze si sono formate nel corso dei millenni quando il fiume serpeggiava nella sua ampia valle e talvolta vi scavava un canale più profondo. La parte più alta del giardino sarà stata fondamentale per l'ubicazione della città; i giardini erano considerati sacri a causa del loro importante ruolo di approvvigionamento e sono stati paragonati al Giardino dell'Eden.
Nel 1655 i giardini includevano entrambe le sponde del Tigri e si diceva fossero pieni di frutteti profumati, vigneti, roseti e giardini di basilico. I viaggiatori dell'Ottocento riferirono di aver visto coltivare una grande varietà di ortaggi e frutta, e commentarono i meloni, l'uva e le albicocche, e le famose angurie, che venivano coltivate sulle isole sabbiose formate dal fiume a canali intrecciati. I giardini erano integrati con la città, con pioppi e alberi da frutto che separavano i diversi orti, e le acque reflue della città convogliate per fornire fertilità e per azionare le ruote idrauliche. I gelsi venivano coltivati per sostenere un'industria della seta e il legname era prodotto da pioppi e salici, e spedito nella provincia di Mosul su zattere.
Oggi circa un terzo degli orti è utilizzato per la coltivazione di pioppi e il resto per una vasta gamma di ortaggi; cavolo cappuccio, spinaci, lattuga, ravanello, cipolle verdi, prezzemolo, crescione, melanzane, zucchine, pomodori, peperoni e fagioli, pesche, albicocche, prugne, ciliegie, fichi, gelsi e noci.

## Conservazione
I giardini Hevsel sono ancora oggi coltivati, ma la loro integrità è minacciata da attività commerciali e abitazioni non autorizzate che sono state realizzate alla base della fortezza. Altre preoccupazioni sono i canali di drenaggio bloccati e la qualità dell'acqua. L'estrazione dell'acqua più in alto nella Valle del Tigri ha ridotto il flusso nel fiume e le periodiche inondazioni della pianura alluvionale. Sono state stabilite zone cuscinetto, ma i giardini sono considerati vulnerabili.